# Cleurie
Cleurie là một xã, nằm ở tỉnh Vosges trong vùng Grand Est của Pháp. Xã này có diện tích 11,04 kilômét vuông, dân số năm 1999 là 669 người. Xã này nằm ở khu vực có độ cao trung bình 531 m trên mực nước biển. 
Dân địa phương tiếng Pháp gọi là Cleurisiens.

## Hành chính
| Danh sách các xã trưởng                |           |                  |      |         |
| Giai đoạn                              | Giai đoạn | Tên              | Đảng | Tư cách |
| Avant                                  | 2001      | Michel Thouvenin |      |         |
| tháng 3 năm 2001                       | 2014      | Patrick Lagarde  | UMP  |         |
| Tất cả các dữ liệu trước đây không rõ. |           |                  |      |         |

## Biến động dân số
| Năm | 1962 | 1968 | 1975 | 1982 | 1990 | 1999 |
| --- | ---- | ---- | ---- | ---- | ---- | ---- |
| Dân số | 413  | 390  | 445  | 625  | 668  | 669  |
| From the year 1962 on: No double counting—residents of multiple communes (e.g. students and military personnel) are counted only once. |      |      |      |      |      |      |